# Constantin Ossipov
Pour les articles homonymes, voir Ossipov.
Constantin Pavlovitch Ossipov (en russe : Константи́н Па́влович О́сипов, né en 1896 à Krasnoïarsk dans l'Empire russe et décédé en 1919) est un commissaire de la Guerre de la république du Turkestan, qui fut à la tête d'un soulèvement antibolchévique à Tachkent en janvier 1919.

## Biographie
Ossipov poursuit des études d'agronomie à Krasnoïarsk avant d'entrer dans l'armée. Il adhère au parti ouvrier social-démocrate de Russie en 1913 à l'âge de 17 ans. Il sert pendant les deux premières années de la Première Guerre mondiale dans un régiment de réserve, puis entre à la 4e École de lieutenants de Moscou. Le lieutenant Ossipov est le meilleur de sa promotion et est appelé à y enseigner. Il est envoyé à la fin de 1916 au Turkestan, à Tachkent. Au début de 1917, il est nommé aide-de-camp du général Polonski à Skobeliev (aujourd'hui Ferghana) et il accueille la révolution de février avec enthousiasme.
En octobre 1917, Ossipov est membre du soviet des députés de soldats. Il se distingue en février 1918 dans les combats contre les séparatistes partisans de l'autonomie de Kokand qui menaient la guerre pour arrimer le Turkestan à la sphère turque. Ossipov combat ensuite contre les Cosaques de l'Armée blanche du colonel Zaïtsev (1879-1934) autour de Samarcande. Finalement, le jeune homme de 22 ans est nommé commissaire de la Guerre de la république du Turkestan. Pendant ce temps, les Anglais occupent Achkhabad et Madamin-bek (1893-1920) a installé ses troupes autour de l'actuelle Ferghana. D'abord allié avec les bolchéviques pour obtenir l'autonomie de la région, il s'oppose à l'Armée rouge à partir de l'été 1919. Le nord de la région est aux mains des troupes cosaques blanches du général Doutov, ce qui a pour conséquence de couper le Turkestan des lignes ferroviaires et des autres voies de communication le reliant à la Russie.
Mais en janvier 1919, Ossipov se met à la tête d'un soulèvement antibolchévique pour renverser le pouvoir local. Le soulèvement commence le 18 janvier avec deux mille hommes qui ont d'abord pour mission de s'emparer des dépôts et des ateliers du train servant d'arsenal. Ossipov franchit le pas de manière déterminée et sans compromis, ordonnant de faire fusiller quatorze commissaires politiques locaux. La rébellion rencontre d'abord un certain succès dans les combats de rue, mais la situation se renverse au bout de quarante-huit heures, car les hommes d'Ossipov ne parviennent pas à s'emparer des ateliers et de la forteresse de Tachkent. Celle-ci est commandée par le SR de gauche Ivan Belov (1893-1938), qui ordonne de faire tirer à coups de canons et d'assiéger le quartier général des rebelles situé dans la caserne du 2e régiment de fusiliers.
Constantin Ossipov et ses compagnons, qui entre-temps se sont emparés des réserves des banques (or et billets), s'enfuient de Tachkent vers Chimkent, puis gagnent les hauteurs du Tchimgan. Les tchékistes de Tachkent de leur côté procèdent à des arrestations et exécutions du côté des vaincus et au « nettoyage » de la ville. C'est dans le massif enneigé de Pskem qu'ont lieu les affrontements entre rebelles et bolchéviques, ainsi qu'autour du village de Karaboulak. Ossipov parvient à gagner Boukhara, qui se trouve alors sous un statut formel d'indépendance, mais soumis à la pression des bolchéviques. Ceux-ci parviennent à se faire livrer quelques proches d'Ossipov.
Selon les Mémoires du prince Iskander (ex grand-duc Nicolas) parues à Paris en 1957 (La Marche céleste), le lieutenant Ossipov aurait été tué par un de ses compagnons qui voulait s'emparer de l'argent des banques en possession d'Ossipov, alors qu'ils rejoignaient le front d'Achgabat.